# Ginástica nos Jogos da Commonwealth de 2010
A ginástica nos Jogos da Commonwealth de 2010, foi realizada na Arena Indira Gandhi em Délhi, na Índia, com as disputas da ginástica artística masculina e feminina, e da modalidade rítmica. Foi a sétima participação do esporte no evento multiesportivo.

## Eventos
| Ginástica artística - Individual geral masculino - Equipes masculino - Solo masculino - Barra fixa - Barras paralelas - Cavalo com alças - Argolas - Salto sobre a mesa masculino - Equipes feminino - Individual geral feminino - Trave - Solo feminino - Barras assimétricas - Salto sobre a mesa feminino | Ginástica rítmica - Equipes - Individual geral - Arco - Corda - Bola - Fita |

## Medalhistas
Ginástica artística
| Evento                       | Ouro                                                                                             | Prata                                                                                 | Bronze                                                                                         |
| Masculino                    |                                                                                                  |                                                                                       |                                                                                                |
| Equipes detalhes             | Samuel Offord Joshua Jefferis Thomas Pichler Luke Wiwatowski Prashanth Sellathurai AUS Austrália | Max Whitlock Luke Folwell Danny Lawrence Reiss Beckford Steve Jehu ENG Inglaterra     | Jason Scott Robert Watson Tariq Dowers Anderson Loran Ian Galvan CAN Canadá                    |
| Individual geral detalhes    | Luke Forwell ENG Inglaterra                                                                      | Reiss Beckford ENG Inglaterra                                                         | Joshua Jefferis AUS Austrália                                                                  |
| Solo detalhes                | Thomas Pichler AUS Austrália                                                                     | Reiss Beckford ENG Inglaterra                                                         | Ashish Kumar IND Índia                                                                         |
| Cavalo com alças detalhes    | Prashanth Sellathurai AUS Austrália                                                              | Max Whitlock ENG Inglaterra                                                           | Jonathan Chan Thuang Tong SIN Singapura                                                        |
| Argolas detalhes             | Samuel Offord AUS Austrália                                                                      | Luke Folwell ENG Inglaterra                                                           | Herodotos Giorgallas CYP Chipre                                                                |
| Salto sobre a mesa detalhes  | Luke Folwell ENG Inglaterra                                                                      | Ashish Kumar IND Índia                                                                | Ivan Galvan CAN Canadá                                                                         |
| Barras paralelas detalhes    | Joshua Jefferis AUS Austrália                                                                    | Luke Folwell ENG Inglaterra                                                           | Prashanth Sellathurai AUS Austrália                                                            |
| Barra fixa detalhes          | Dimitris Krasias CYP Chipre                                                                      | Anderson Loran CAN Canadá                                                             | Max Whitlock ENG Inglaterra                                                                    |
| Feminino                     |                                                                                                  |                                                                                       |                                                                                                |
| Equipes detalhes             | Emily Little Ashleigh Brennan Georgia Bonora Lauren Mitchell Georgia Wheeler AUS Austrália       | Charlotte Lindsley Laura Edwards Jocelyn Hunt Imogen Cairns Becky Wing ENG Inglaterra | Gabby May Cynthia Lemieux-Guillemette Kristin Klarenbach Emma Willis Catherine Dion CAN Canadá |
| Individual geral detalhes    | Lauren Mitchell AUS Austrália                                                                    | Emily Little AUS Austrália                                                            | Georgia Bonora AUS Austrália                                                                   |
| Salto sobre a mesa detalhes  | Imogen Cairns ENG Inglaterra                                                                     | Jennifer Mbali Khwela RSA África do Sul                                               | Gabby May CAN Canadá                                                                           |
| Barras assimétricas detalhes | Lauren Mitchell AUS Austrália                                                                    | Georgia Bonora AUS Austrália                                                          | Cynthia Lemieux-Guillemette CAN Canadá                                                         |
| Solo detalhes                | Imogen Cairns ENG Inglaterra                                                                     | Lauren Mitchell AUS Austrália                                                         | Ashleigh Brennan AUS Austrália                                                                 |
| Trave detalhes               | Lauren Mitchell AUS Austrália                                                                    | Heem Wei Lim SIN Singapura                                                            | Cynthia Lemieux-Guillemette CAN Canadá                                                         |

Ginástica rítmica
| Evento                    | Ouro                                                        | Prata                                                             | Bronze                                                    |
| Feminino                  |                                                             |                                                                   |                                                           |
| Equipes detalhes          | Naazmi Johnston Janine Murray Danielle Prince AUS Austrália | Mariam Chamilova Demetra Mantcheva Alexandra Martincek CAN Canadá | Rachel Ennis Francesca Fox Lynne Hutchison ENG Inglaterra |
| Individual geral detalhes | Naazmi Johnston AUS Austrália                               | Chrystalleni Trikomiti CYP Chipre                                 | Elaine Koon MAS Malásia                                   |
| Arco detalhes             | Elaine Koon MAS Malásia                                     | Francesca Jones WAL País de Gales                                 | Chrystalleni Trikomiti CYP Chipre                         |
| Bola detalhes             | Naazmi Johnston AUS Austrália                               | Elaine Koon MAS Malásia                                           | Chrystalleni Trikomiti CYP Chipre                         |
| Corda detalhes            | Chrystalleni Trikomiti CYP Chipre                           | Naazmi Johnston AUS Austrália                                     | Elaine Koon MAS Malásia                                   |
| Fita detalhes             | Chrystalleni Trikomiti CYP Chipre                           | Naazmi Johnston AUS Austrália                                     | Elaine Koon MAS Malásia                                   |

## Quadro de medalhas
| Ordem | País          | Medalha de ouro | Medalha de prata | Medalha de bronze | Total |
| ----- | ------------- | --------------- | ---------------- | ----------------- | ----- |
| 1     | Austrália     | 12              | 5                | 4                 | 21    |
| 2     | Inglaterra    | 4               | 7                | 2                 | 13    |
| 3     | Chipre        | 3               | 1                | 3                 | 7     |
| 4     | Malásia       | 1               | 1                | 3                 | 5     |
| 5     | Canadá        |                 | 2                | 6                 | 8     |
| 6     | Índia         |                 | 1                | 1                 | 2     |
|       | Singapura     |                 | 1                | 1                 | 2     |
| 8     | África do Sul |                 | 1                |                   | 1     |
|       | País de Gales |                 | 1                |                   | 1     |
| TOTAL | TOTAL         | 20              | 20               | 20                | 60    |